# Hysterostomella spurcaria
Hysterostomella spurcaria är en svampart som först beskrevs av Berk. & Broome, och fick sitt nu gällande namn av Franz Xaver von Höhnel 1909. Hysterostomella spurcaria ingår i släktet Hysterostomella och familjen Parmulariaceae.   Inga underarter finns listade i Catalogue of Life.